# Euphorbia stapelioides
Euphorbia stapelioides är en törelväxtart som beskrevs av Pierre Edmond Boissier. Euphorbia stapelioides ingår i släktet törlar, och familjen törelväxter. Inga underarter finns listade i Catalogue of Life.

## Bildgalleri

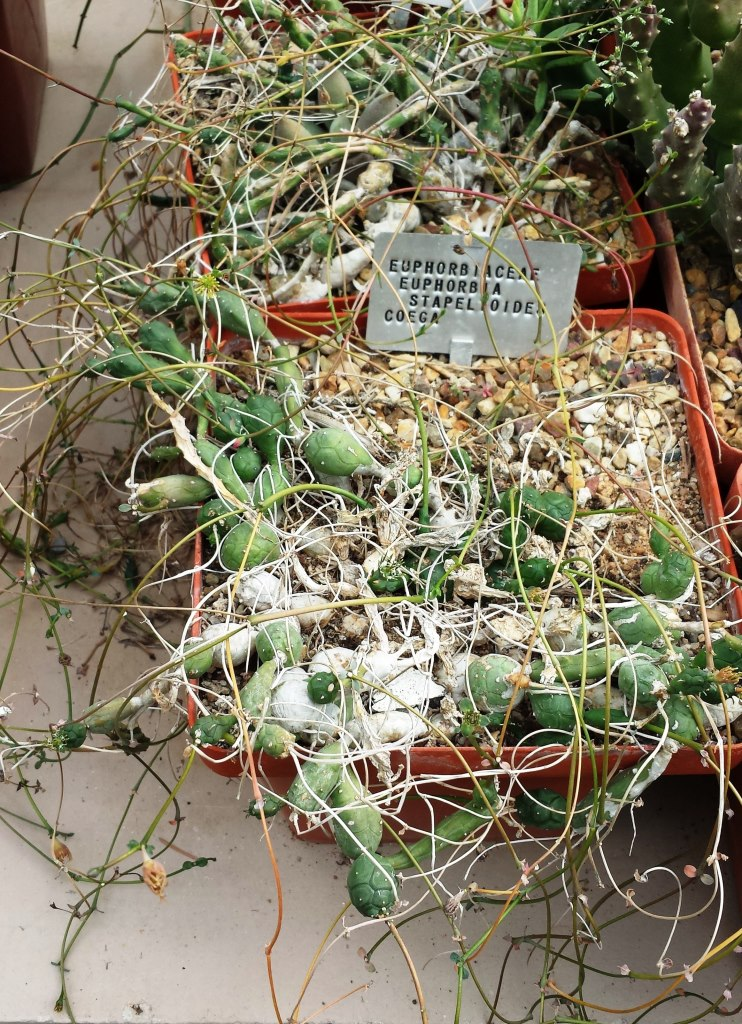
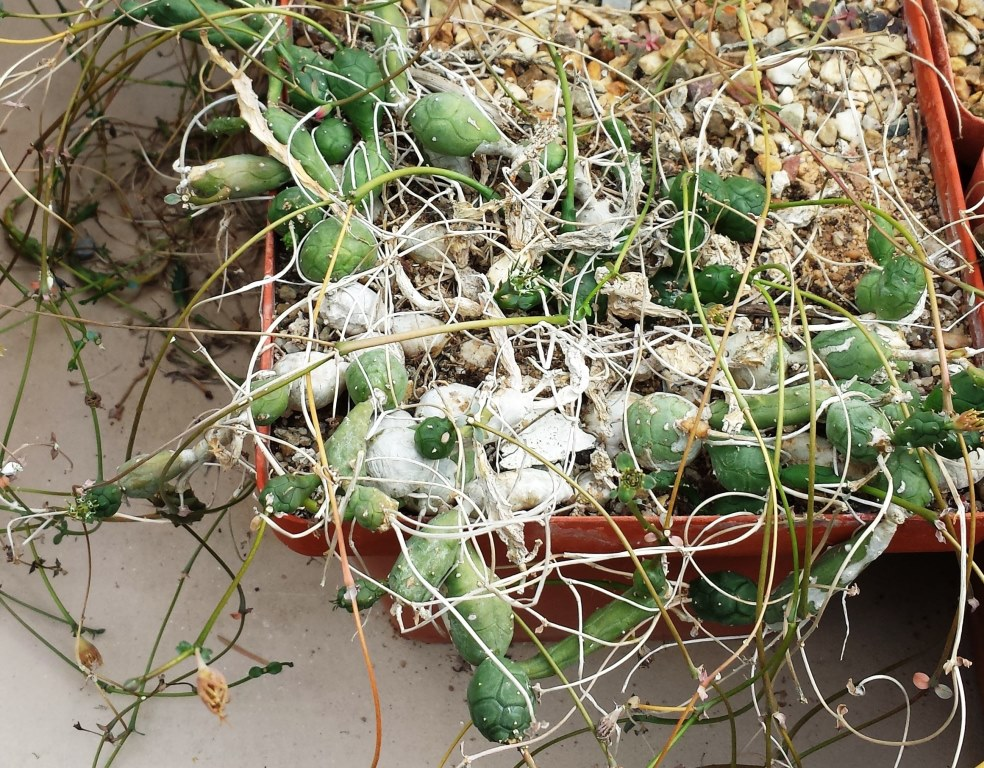
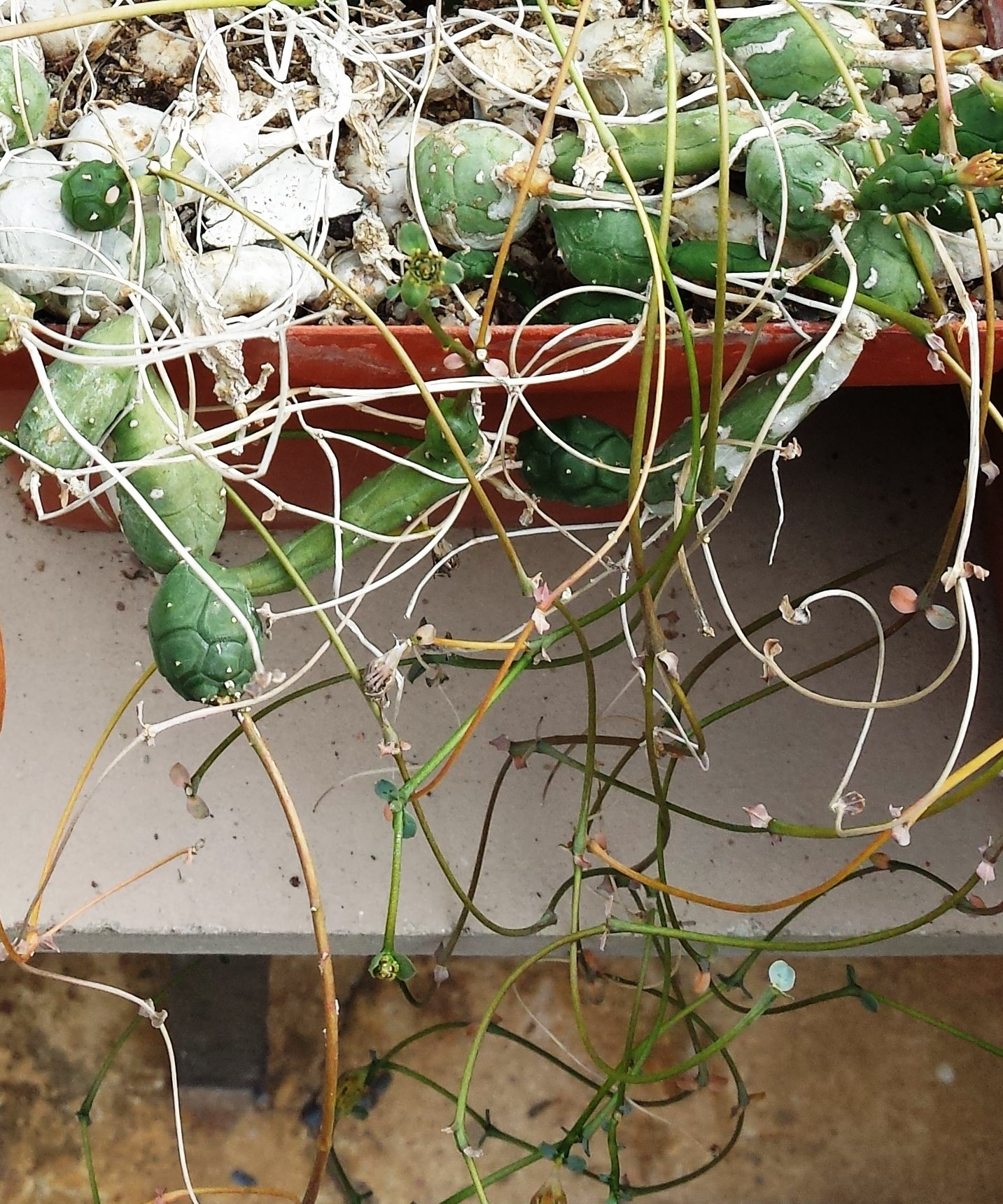